# Peccia (Lavizzara)
Peccia è una frazione di 189 abitanti del comune svizzero di Lavizzara, nel Canton Ticino (distretto di Vallemaggia).

## Geografia fisica

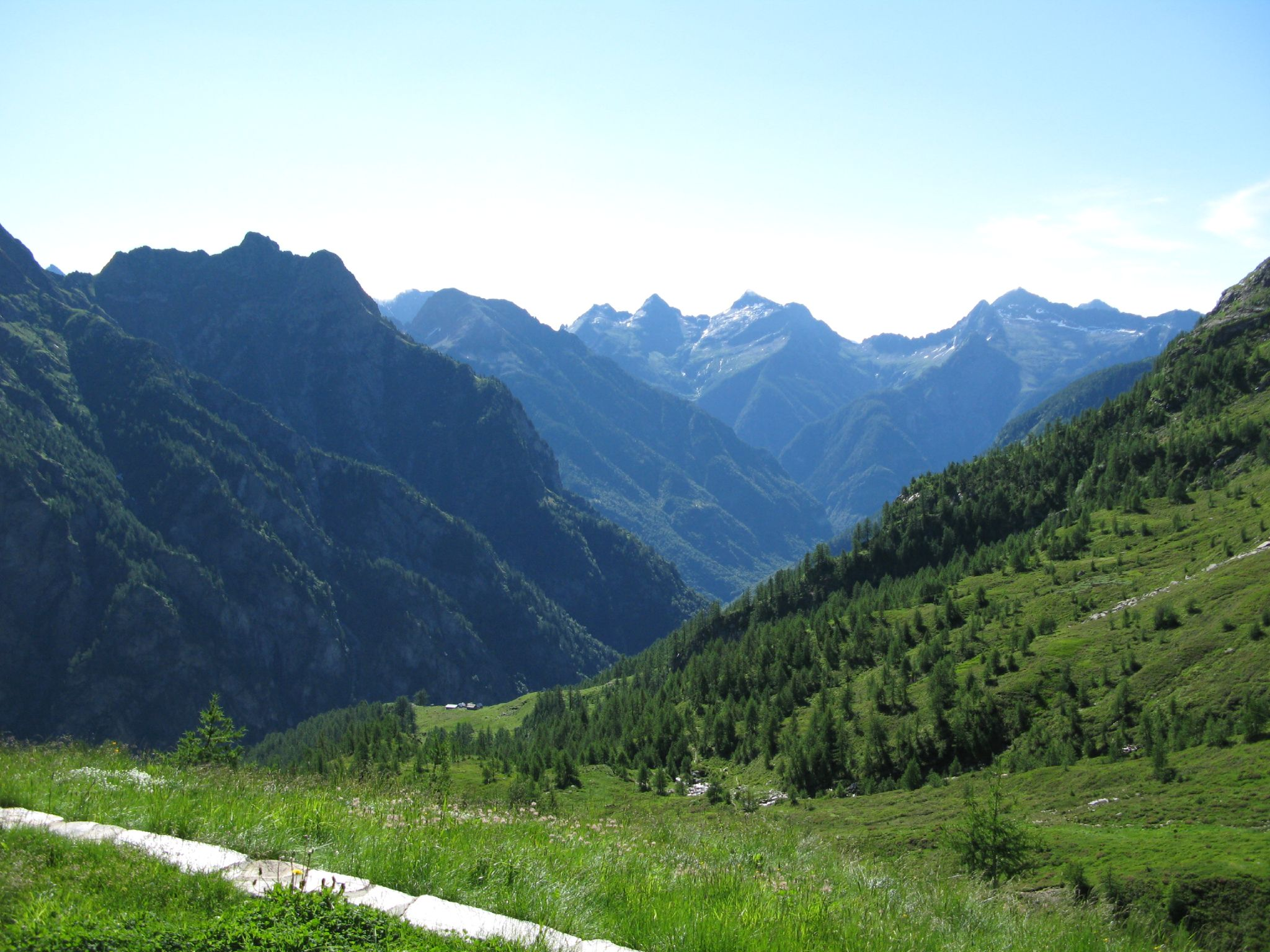
La valle di Peccia

Il territorio comprendeva un tempo la valle di Peccia con le frazioni Veglia, Cortignelli, San Carlo (anticamente denominata Torni) e Piano. Il territorio patriziale comprende in valle di Peccia i laghetti alpini della Froda, della Zòta, Laiòzz, del Coro e Taneda.

## Storia
L'antico villaggio è stato ricostruito dopo le alluvioni avvenute nel 1834 e nel 1868. La località di San Carlo fino all'inizio del XX secolo fu centro della lavorazione della pietra ollare con torni idraulici.
Tra l'11 e il 12 febbraio 1951, la valle di Peccia fu colpita da numerose valanghe. Una di esse rase al suolo l'oratorio di Sant'Antonio, situato nei pressi della località Piano. A seguito di tali valanghe, la via di accesso valle restò chiusa al traffico veicolare fino al 10 aprile dello stesso anno.

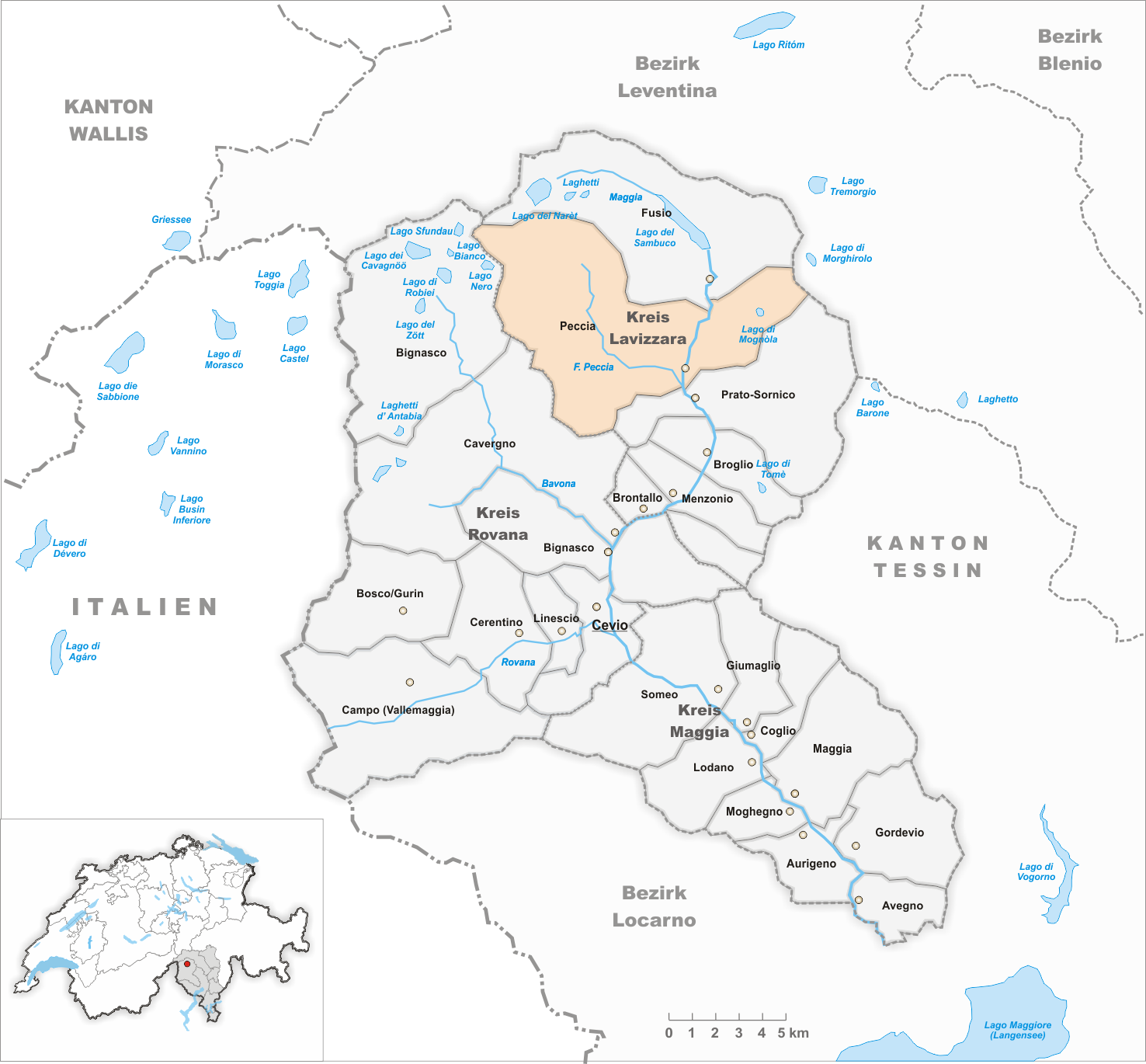
Il territorio del comune di Peccia prima degli accorpamenti comunali del 2004

Già comune autonomo che si estendeva per 54,26 km², il 4 aprile 2004 è stato accorpato agli altri comuni soppressi di Broglio, Brontallo, Fusio, Menzonio e Prato-Sornico per formare il comune di Lavizzara.
Nel luglio 2024, la valle di Peccia è stata devastata da un'alluvione.

## Monumenti e luoghi d'interesse

### Architetture religiose
- Chiesa parrocchiale di Sant'Antonio Abate, eretta nel XVI secolo e ricostruita dopo il 1868[2];
- Chiesa parrocchiale di San Carlo Borromeo in località San Carlo, eretta nel 1617[2];
- Oratorio della Pietà, eretto nel 1765[senza fonte];
- Oratorio della Madonna della Misericordia, eretto forse nel XVII secolo[senza fonte];
- Oratorio della Madonna del Carmine, attestato dal 1597[senza fonte];
- Oratorio della Madonna di Einsiedeln[senza fonte];
- Oratorio della Madonna della Neve, in località Pian Fora[senza fonte], nei pressi della località San Carlo[10];
- Oratorio della Madonna delle Grazie[senza fonte];
- Cappelle votive[senza fonte].

### Architetture civili

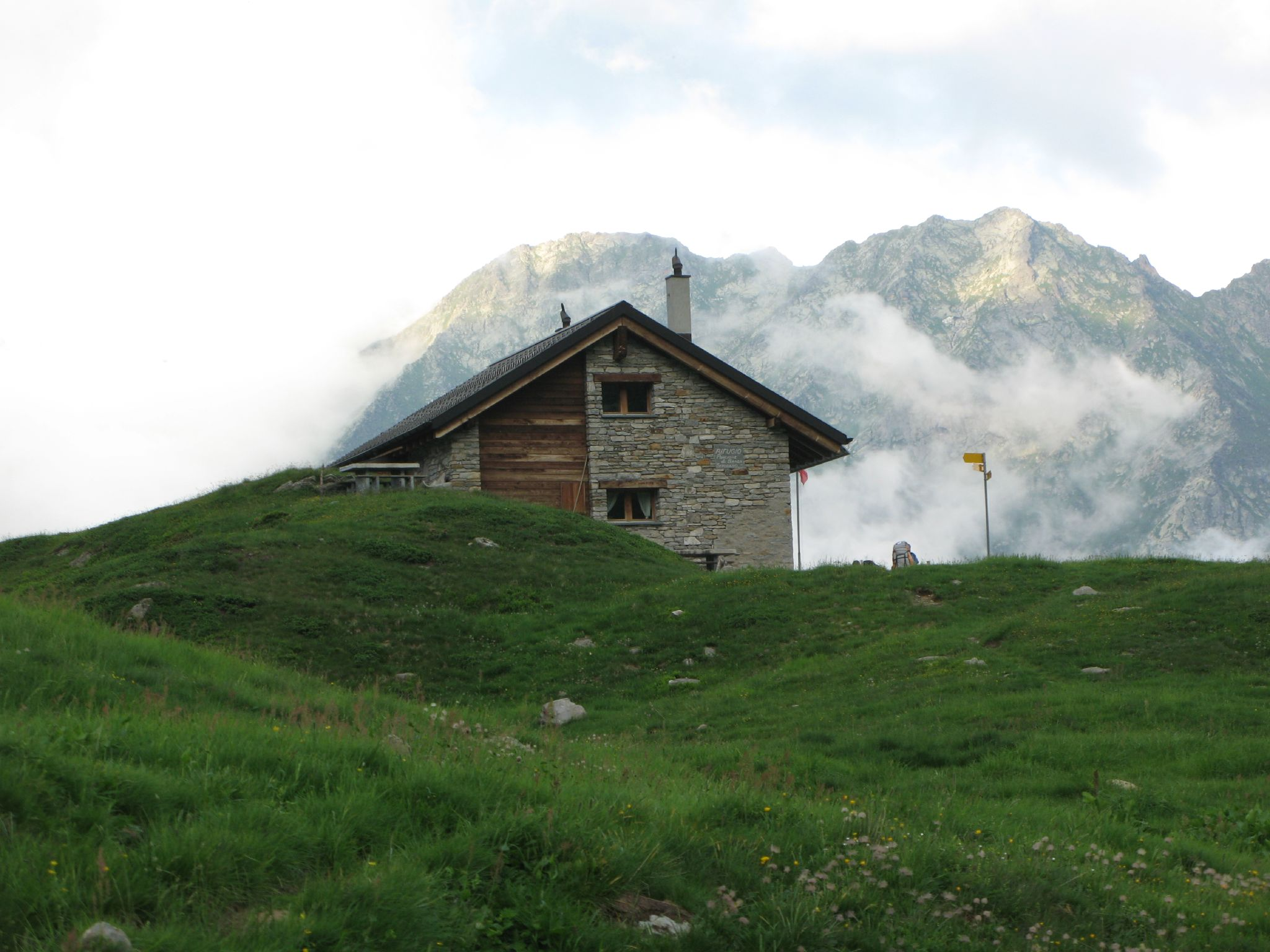
Il rifugio Poncione di Braga

- Rifugio Poncione di Braga, sulle falde del monte omonimo, posto a 2 000 m s.l.m.[11];
- Rifugio Zotta in valle di Peccia, posto a 2 119 m s.l.m.[12];
- Bivacco Arcön in valle di Peccia, posto a 1 411 m s.l.m.[13].

## Società

### Evoluzione demografica
L'evoluzione demografica è riportata nella seguente tabella:
Abitanti censiti

## Amministrazione
Ogni famiglia originaria del luogo fa parte del cosiddetto comune patriziale e ha la responsabilità della manutenzione di ogni bene ricadente all'interno dei confini della frazione.